# Béatrice Pollet
 (janvier 2013).
Si vous disposez d'ouvrages ou d'articles de référence ou si vous connaissez des sites web de qualité traitant du thème abordé ici, merci de compléter l'article en donnant les références utiles à sa vérifiabilité et en les liant à la section « Notes et références ».
Pour les articles homonymes, voir Pollet.
Béatrice Pollet est une scripte et réalisatrice française, née le 19 septembre 1964 à Paris.

## Filmographie

### Scripte
- Un médecin des Lumières, René Allio, 1988
- Transit, René Allio, 1988
- Tenue correcte exigée, Philippe Lioret
- Mademoiselle, Philippe Lioret
- Je vais bien ne t'en fais pas, Philippe Lioret
- Welcome, Philippe Lioret
- La Comédie de l'Innocence, Raùl Ruiz
- Absolitude, Hiner Saleem
- Vodka Lemon, Hiner Saleem
- Les toits de Paris, Hiner Saleem
- Pétain, Jean Marbœuf
- La commune, Jean Baronnet

### Réalisatrice

#### Documentaires
- Je suis née transsexuelle
- Portraits de peintres d'un atelier à l'autre (Jansem, Pollet, Adnet, Pierre Henry)

#### Courts métrages
- Le Singe,
- Tic Toc
- Qui sommes-nous ? avec Sandrine Bonnaire

#### Longs métrages
- 1987 : Vera (téléfilm)[1]
- 2012 : Le Jour de la grenouille
- 2023 : Toi non plus tu n'as rien vu

## Distinctions
- 2011 : Prix du public au Festival international du film de La Roche-sur-Yon[2] pour Le Jour de la grenouille.
- 2012 : Nomination au Prix premiers rendez-vous au Festival du film de Cabourg[2] pour Le Jour de la grenouille.